# Nagri
Nagri é uma cidade e uma nagar panchayat no distrito de Mandsaur, no estado indiano de Madhya Pradesh.

## Demografia
Segundo o censo de 2001, Nagri tinha uma população de 6565 habitantes. Os indivíduos do sexo masculino constituem 50% da população e os do sexo feminino 50%. Nagri tem uma taxa de literacia de 67%, superior à média nacional de 59.5%: a literacia no sexo masculino é de 79% e no sexo feminino é de 56%. Em Nagri, 15% da população está abaixo dos 6 anos de idade.